# Aloe vossii
Aloe vossii är en grästrädsväxtart som beskrevs av Gilbert Westacott Reynolds. Aloe vossii ingår i släktet Aloe och familjen grästrädsväxter. Inga underarter finns listade i Catalogue of Life.

## Bildgalleri

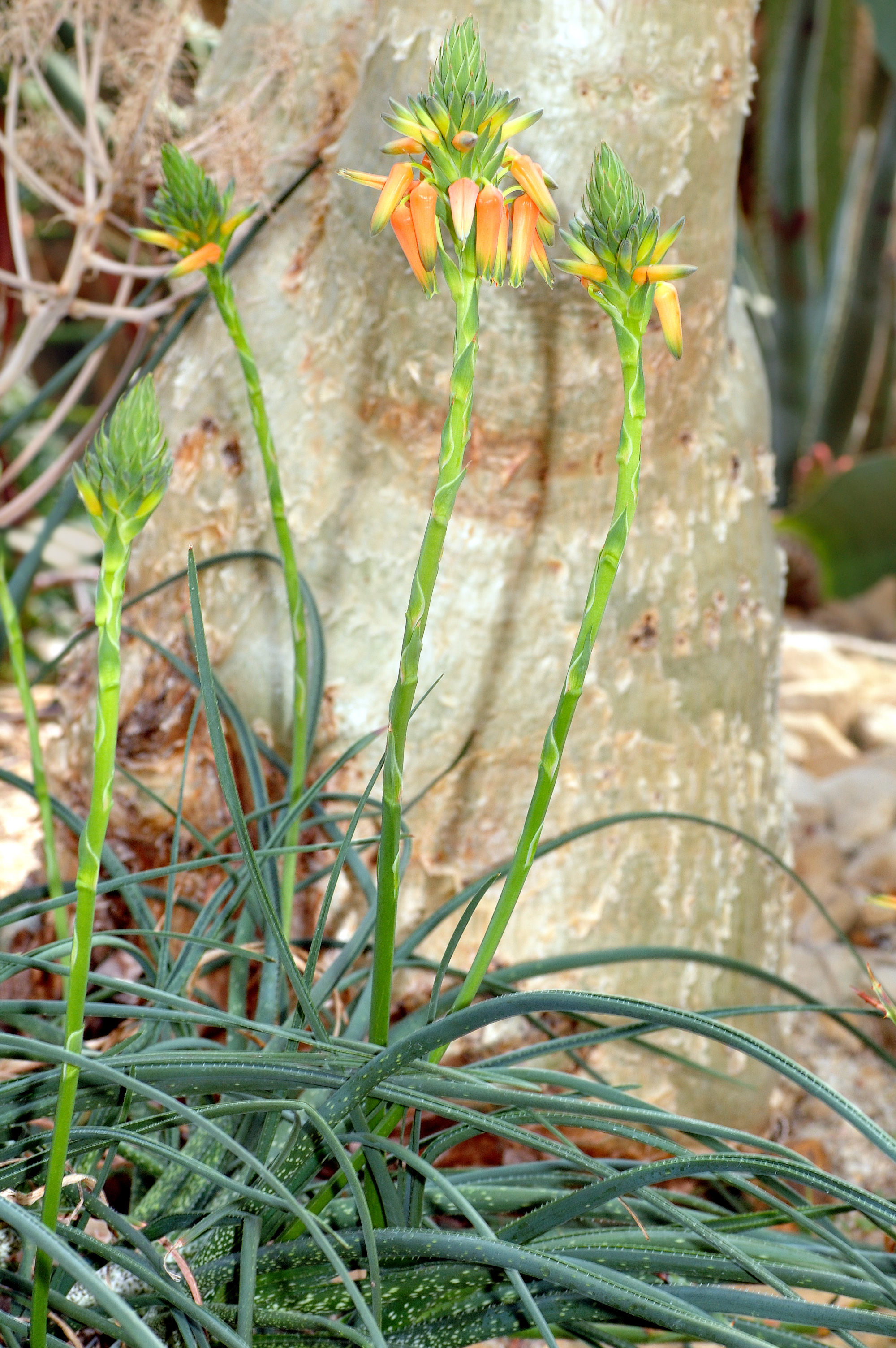
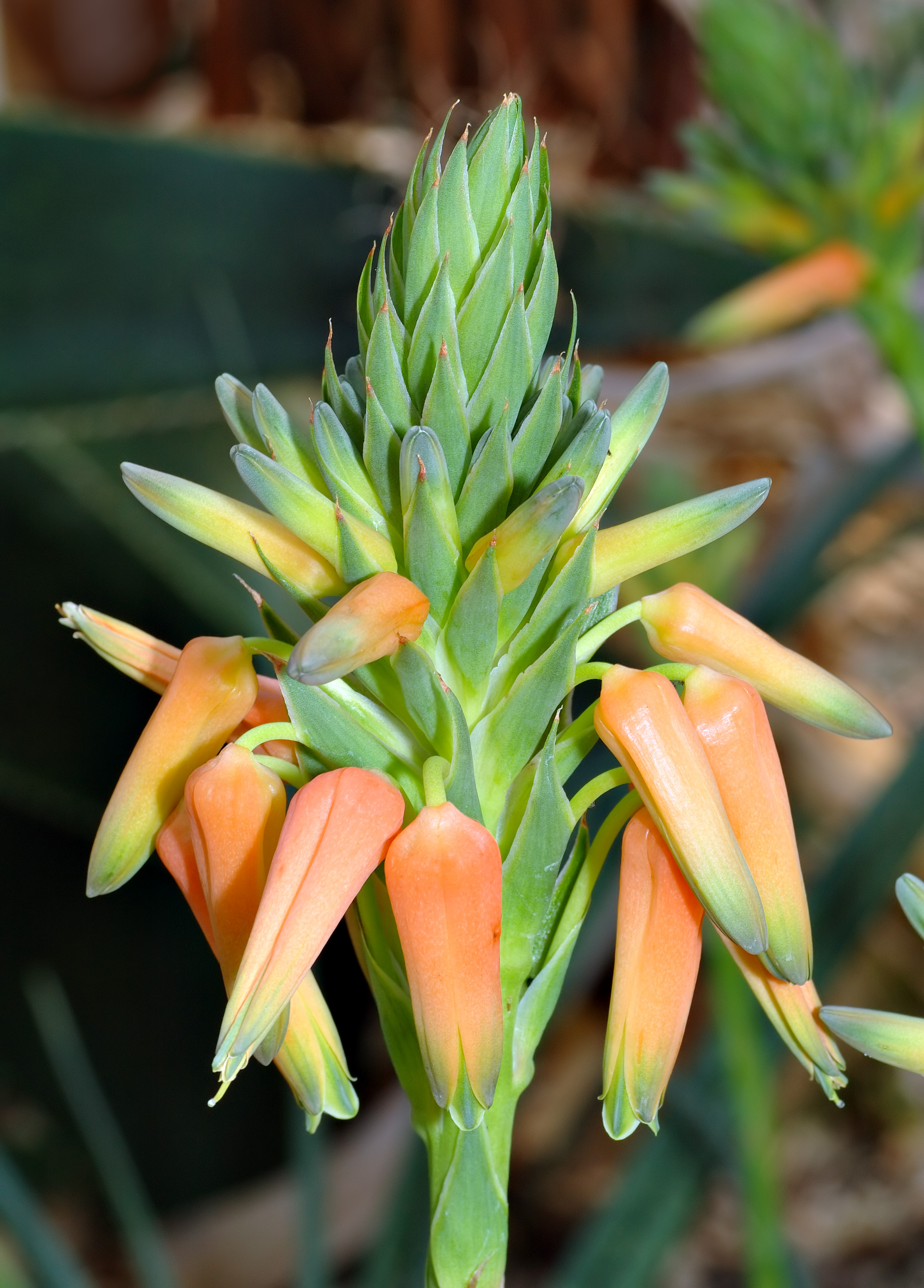